# Нільс-Ерік Ульсет
Нільс Ерік Ульсет (норв. Nils Erik Ulset; 16 липня 1983, Тінгволл) — норвезький біатлоніст та лижник, триразовий паралімпійський чемпіон.
Вперше взяв участь у зимових Паралімпійських іграх 2002 року у Солт-Лейк-Сіті де здобув дві золотих нагороди.